# 212 av. J.-C.
Cette page concerne l'année 212 av. J.-C. du calendrier julien proleptique.

## Événements
- Hiver 213/212 : Hannibal prend Tarente, qui lui ouvre ses portes[1]. Métaponte et Thourioi font de même.
- 2 avril (15 mars du calendrier romain) : début à Rome du consulat d'Appius Claudius Pulcher et Quintus Fulvius Flaccus III[2]. Publius Licinius Crassus est élu pontifex maximus[3].
  - Exode massif de colons romains vers le Latium et Rome. Crise financière. Dévaluation (réduction du poids de l’as). Introduction d’un nouveau système monétaire aligné sur les systèmes hellénistiques (introduction d’un denier d’argent valant 10 as vers 214/213). Levée de troupes massives dans le Latium, le reste de l’Italie étant occupé par l’ennemi. Dévaluation du cens de la cinquième classe de 11 000 à 4 000 as, permettant d’enrôler les prolétaires dans l’armée de façon permanente (vers 214/212 av. J.-C.)[4].
- Printemps : début de l'expédition d'Antiochos III -l'Anabase- dans les satrapies orientales et dans l'Inde (fin en 205 av. J.-C.)[5]. Antiochos envahit l’Arménie par la Commagène et la Cappadoce. Il assiège Arsamosata, soumet Xerxès, le dynaste de Sophène, qui épouse Antiochis, sa sœur et accepte de payer tribut ; Xerxès sera assassiné par son épouse[6]. Antiochos III nomme Artaxias et Zariadris comme stratèges en Arménie et en Sophène[7].

- Été-automne : échec de Rome au premier siège de Capoue[2]. Victoires carthaginoises à la bataille de Silarus et à la première bataille d'Herdonia[8]. Famine en Campanie pendant le siège de Capoue[4].
- Automne :
  - Le roi des Numides massaesyles Syphax fait la paix avec Carthage[9]. Trois armées carthaginoises conduites par Hasdrubal Barca passent d'Afrique en Espagne. Massinissa les accompagne.
  - Alliance entre Rome et la Ligue étolienne contre Philippe V de Macédoine négociée par Marcus Valerius Laevinus[10].
- Novembre : le général romain Marcellus prend la ville de Syracuse après en avoir fait le siège, malgré les inventions militaires d’Archimède. La ville est livrée au pillage. Les Carthaginois sont chassés de Sicile[1].
  - Peu avant la prise de Syracuse, Otacilius, parti de Lilybée à la tête de quatre-vingts quinquérèmes, lance un raid contre Utique et s'empare du ravitaillement destiné à l'armée carthaginoise en Sicile[11].

- Mort de Lycurgue, roi de Sparte (avant 212) ; son fils Pelops lui succède sous la tutelle de Machanidas, sans doute un mercenaire qui devient tyran de Sparte. Pelops fait alliance avec les Romains contre la Macédoine[12].
- Premiers Jeux apollinaires à Rome, jeux à la grecque offerts à Apollon[13], à la suite de la découverte des Carmina Marciana.

## Décès
- Archimède, mathématicien et physicien grec mort pendant la conquête romaine de Syracuse.
- Tiberius Sempronius Gracchus, général romain, tué dans une embuscade.